# Zwentibold
De Oost-Frankische hertog Zwentibold (of: Zwentibald; Latijn: Zventiboldus Rex <zegelinscriptie>,  Zvendebald rex , Sventiboldus dux Lotharingiae, of: Zventibaldus, Suventibaldus, *870/871 – begraven te Susteren, 13 augustus 900), uit het Huis der Karolingen, was in de vroege middeleeuwen, van 895 tot 900, de tweede en laatste koning van Lotharingen. Tot dit verzelfstandigd rijk behoorden voor een groot deel ook de Lage Landen, die daarvan een substantieel deel uitmaakten. Na Zwentibold zou in dit gebied, in het stroomgebied van Maas, Moezel en Rijn, het oude stamland van de Karolingers, het hertogdom Neder-Lotharingen (959 / 977 – 1190) ontstaan. Aldus werd Zwentibold de 'eerste koning op Nederlands grondgebied'.
Zwentibold was de oudste, maar onechte zoon van de laatste Karolingische keizer, Arnulf van Karinthië (*ca. 845 – Regensburg, 8 december 899). Zwentibold werd geboren tijdens het lange bewind van zijn overgrootvader, Lodewijk II 'de Duitser', koning in Oost-Francië. Diens zelf ook onwettige kleinzoon Arnulf verwekte Zwentibold bij een concubine, Vinburga (Winburg), die mogelijk een Moravische was.

## Afstamming en huwelijk

### Lodewijk II 'de Duitser'

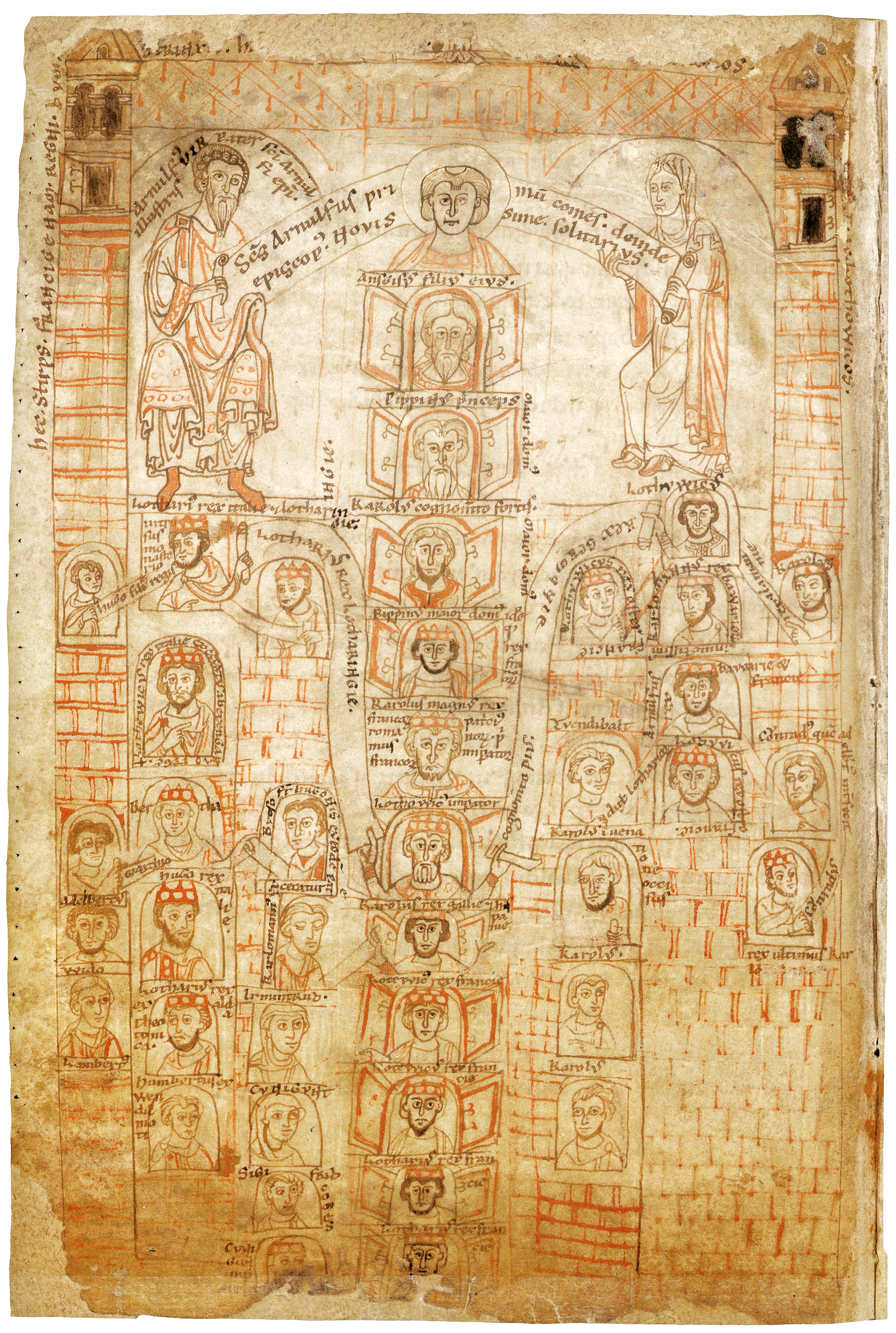
Stamboom van de Karolingen, uit de Chronicon Universale, een 12e-eeuws manuscript door Ekkehard van Aura

Het Oost-Frankische (Duitse) Rijk ontstond in 843, toen het Frankische Rijk volgens het verdrag van Verdun werd opgedeeld door de drie overlevende zonen van keizer  Lodewijk I, genaamd 'de Vrome'. Het oostelijke deel van het Frankische Rijk kwam hierbij aan de derde zoon, Lodewijk II 'de Duitser' (806-876). Zo ontstond de Oost-Frankische tak van de Karolingen, uit een zijtak waarvan Zwentibold zou voortkomen.
Lodewijk II de Duitser, Zwentibolds overgrootvader, heerste aanvankelijk (vanaf 817) alleen over Beieren, een van de vier stamhertogdommen in het Oost-Frankische rijk, waarvan Regensburg de hoofdstad was. Het was al het beleid van keizer Karel de Grote (747 of 748 – 814) om een lokaal koninkrijk te schenken aan een familielid, die dan diende als een van zijn luitenants en als lokale gouverneur. In 817 had Karels opvolger, zijn zoon Lodewijk I 'de Vrome', het rijk verdeeld bij de Ordinatio Imperii, waarbij diens zoon Lodewijk II Beieren als grondgebied toegewezen had gekregen. Na het overlijden van zijn vader in 840 werd Lodewijk II in 843 met het Verdrag van Verdun koning van Oost-Francië. Dit koninkrijk Oost-Francië overspande het stroomgebied van de Elbe overspande van Jutland in zuidoostelijke richting door het Thüringer Woud tot in hedendaags Beieren.
Karloman van Beieren (ca. 830 – 880) was de oudste zoon van Lodewijk de Duitser en een achterkleinzoon van Karel de Grote. Na het overlijden van Lodewijk de Duitser in 876 werd Oost-Francië vreedzaam verdeeld door Karloman en zijn broers, volgens de verdeling van 865. Ieder was koning in zijn eigen gebied, en Karloman werd als de oudste broer als de hoogste koning van Oost-Francië gezien. Zijn eigenlijke gebied omvatte Beieren, de oostelijke marken en het oppergezag over Pannonië, Bohemen en Moravië. In 880 stierf Karloman, waarbij hij alleen een volwassen bastaardzoon, Arnulf, achterliet. Karlomans broer Karel III 'de Dikke', koning van Oost-Francië, werd tevens hertog van Beieren en koning van Italië.

### Arnulf van Karinthië

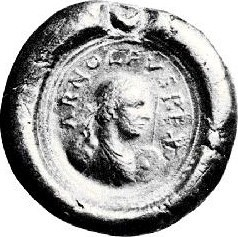
Zegel van Arnulf (890)

Arnulf was zelf ook een onwettige zoon, namelijk van koning Karloman van Oost-Francië, uit diens relatie met een adellijke vrouw uit Karinthië, Liutswind ('Litwinde'). Karloman stond de aangrenzende en met Beieren verbonden marken van Pannonië en Karinthië (Duits: Kärnten) af aan zijn bastaardzoon Arnulf. Na de dood van zijn vader in 880 werd Arnulf hertog van Karinthië. Hij pleegde in 887 een staatsgreep tegen de onbekwame Karel de Dikke, waarna hij zelf koning van Oost-Francië was, zulks vanaf 888 met inbegrip van Lotharingen en Rijks-Italië. In februari 896 veroverde Arnulf Rome, waarna Paus Formosus hem tot (tegen)keizer kroonde. Arnulf stierf in 899, als laatste keizer uit de dynastie der Karolingen, die het Frankische Rijk geregeerd had vanaf 751.

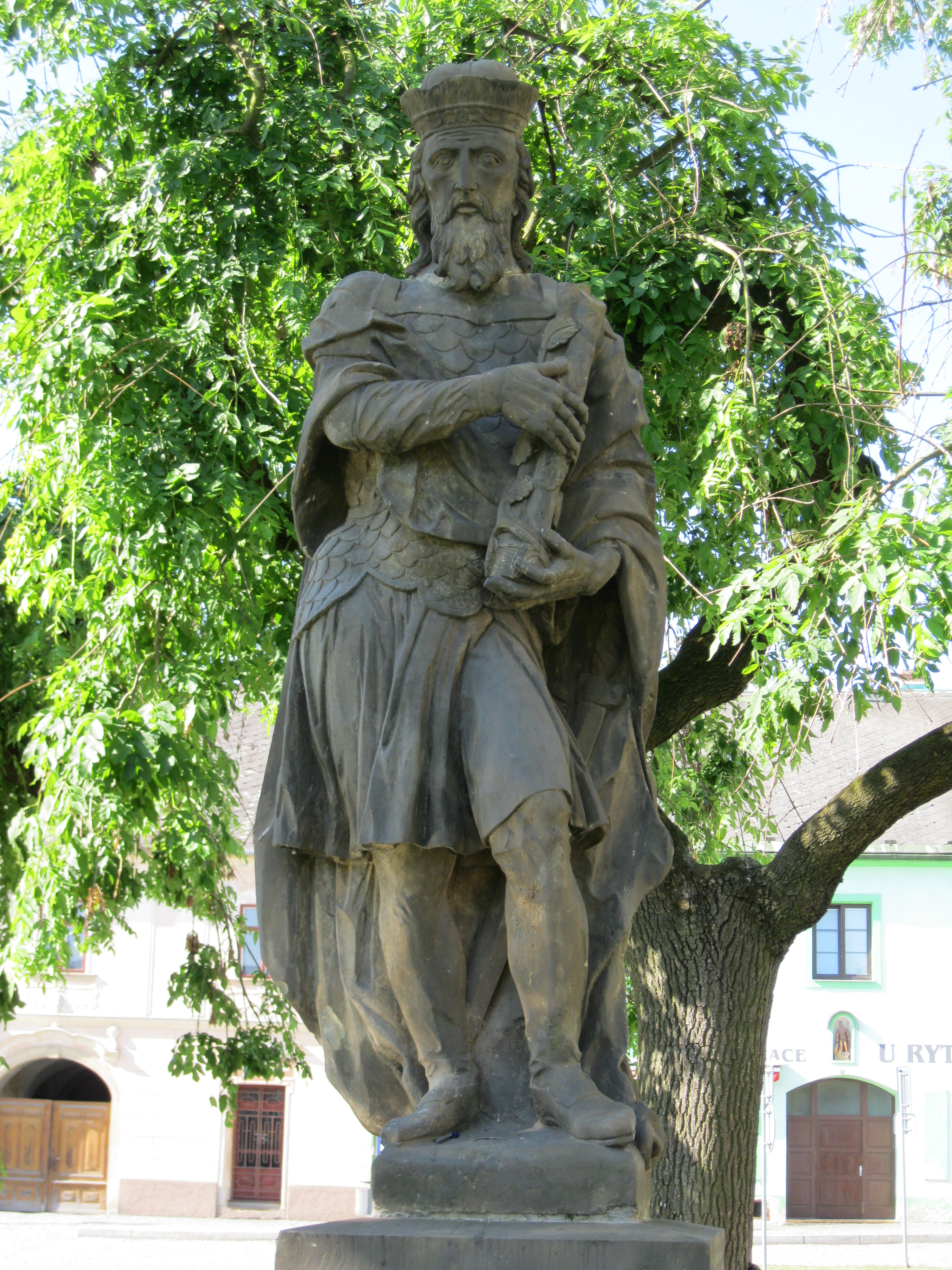
Standbeeld van hertog Svatopluk I in Loštice (Tsjechië)

Arnulf had verscheidene kinderen bij vrouwen met wie hij niet was getrouwd. Mogelijk was hierbij sprake van quasi-huwelijken (Friedelehen). Bekend zijn:
- Zwentibold (ca. 870 - 13 augustus 900), zoon van Winburg (- na 18 mei 898)[7]
- Ata (- na 23 mei 914), dochter van Ellinrat[8]
- Ratold (- na 896), zoon van een onbekende, in de Annalen van Fulda niet nader omschreven concubine.[9] Ratold werd in 896 door zijn vader benoemd tot onderkoning van Italië van Italië, een rol die hij slechts ongeveer een maand vervulde.

In 888 trouwde Arnulf met de achttien jaar jongere Konradijnse Oda, dochter van graaf Berengarius I van Hessengouw. Zij schonk hem in 893 alsnog een wettige zoon en opvolger, Lodewijk IV van Oost-Francië, bijgenaamd het Kind. Ter compensatie ontving Zwentibold in 895 de Lotharingse koninklijke titel, die eenmalig in handen was geweest van Lotharius II (855-869).

### Zwentibold

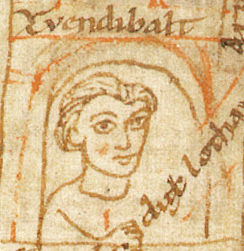
Zvendibalt dux Lotharingie, in de Chronicon Universale

Zwentibold had zijn exotische naam te danken aan zijn peetoom hertog Svatopluk (ook: Sventopluk), heerser over Groot-Moravië. Zwentibold was de meest gebruikte Frankische vorm van die naam, getranslitereerd in het Grieks: Ζβέντιμπολντ. In Nederlands Limburg, waar hij later als een lokale heilige vereerd zou worden, raakten ook de vormen Swentibold en Sanderbout in zwang, of ook gelatiniseerd: Sanderboldus, Xhenderboldus.
In 897 huwde Zwentibold te Worms met Oda (* 875/880 - † 952), een dochter van Otto I van Saksen de Illustere, die sedert 880 hertog was van het stamhertogdom Saksen, en zuster van Hendrik de Vogelaar. Met dit huwelijk trachtte keizer Arnulf deze sterke bondgenoot aan zijn geslacht te binden.
Met Oda kreeg Zwentibold drie dochters:
- Benedicta (*ca. 898) abdis van de abdij van Susteren;
- Caecilia (*ca. 899) eveneens abdis van Susteren;
- Relindis (*ca. 900), die zich als kluizenares in Flémalle (bij Luik) vestigde.

Direct na de gewelddadige dood van Zwentibold in 900 trouwde Oda met een van de daders, Gerard van de Metzgouw (ca. 875-910), graaf van Metz, die al jaren op Lotharingen aasde en probeerde er de macht te verwerven. De drie nog zeer jonge kinderen van Zwentibold werden in kloosters ondergebracht, wellicht met de bedoeling dat de lijn op deze manier zou uitsterven. Met Gerard kreeg Oda vier kinderen (zie hieronder). Na diens dood in 910 hertrouwde zij met Everhard III van Franken, graaf en later hertog van de mark Franken, broer van Koenraad I van Franken, koning van Oost-Francië. Met Everhard had Oda mogelijk nog één dochter.
Oda overleefde al haar echtgenoten, die alle drie door een aanslag of in een veldslag om het leven kwamen.
In de middeleeuwen werden koning Zwentibold en zijn familie, waaronder Oda, als heiligen vereerd.

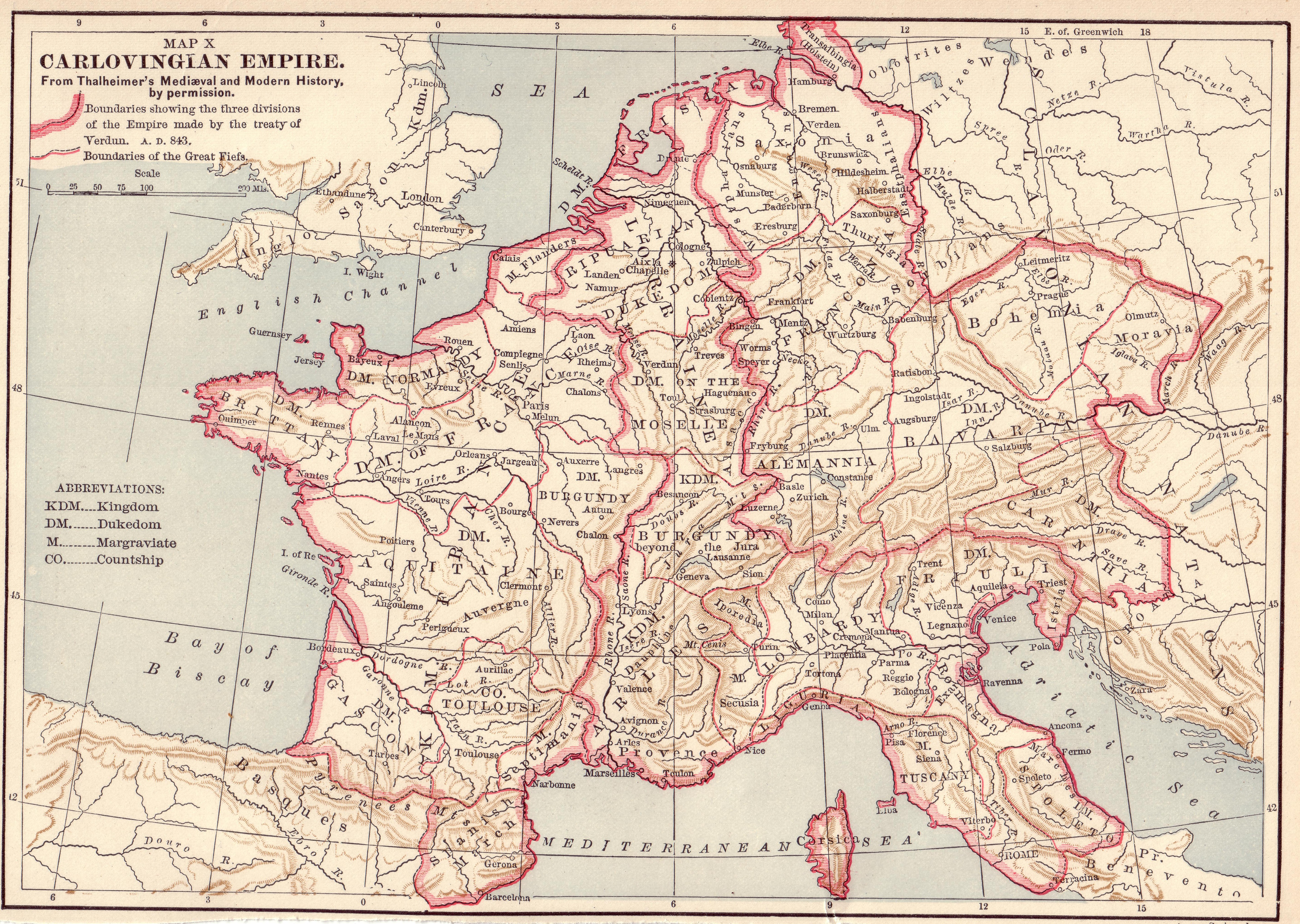
Het nog ongedeelde Karolingische Rijk onder Lodewijk de Vrome (814-843), met het hertogdom Karinthië en de grensmarken Bohemen en Moravië. De grenzen van de driedeling in 843 zijn hier al aangegeven

Het Middenrijk van Lotharius I bij het Verdrag van Verdun in 843

Deling van Prüm in 855. Lotharius II wordt de eerste koning van Lotharingen

Verdrag van Ribemont in 879/880. Het koninkrijk Lotharingen komt aan Oost-Francië, maar zal onder Zwentibold in verkleinde vorm herleven van 895 tot 900.

## Lotharingen als Rijksdeel en als Koninkrijk
Het Frankische Rijk was een Europese grootmacht tussen halverwege de vijfde en halverwege de negende eeuw, die geleidelijk gevormd werd door de Frankische koningen, nadat de Franken en andere Germaanse volkeren zich in de Romeinse provincies van Gallië gevestigd hadden. Onder de Karolingische dynastie veroverden de Franken na vele voorgaande gebiedsuitbreidingen nog een strook van Noord-Spanje alsmede heel Noord- en Midden-Italië. Daarmee bereikte het Frankische Rijk zijn maximale omvang onder Karel de Grote (768-814) en zijn zoon Lodewijk de Vrome (814-840). Na de dood van Lodewijk werd het rijk verdeeld bij het Verdrag van Verdun in 843. Het verdeelde Frankische rijk zou later grotendeels verder gaan als Frankrijk en het Heilige Roomse Rijk, maar daartussen strekte zich van de Noordzee tot de Middellandse Zee een langgerekte tussenzone uit, die aanvankelijk tussen deze beide grote deelrijken nog een zelfstandig, maar etnisch zeer heterogeen Middenrijk vormde. Het rijk kende dan ook geen eigen naam, maar slechts een weinig duidelijke geografische of hereditaire aanduiding. Dit Middenrijk, Midden-Francië of 'Rijk van Lotharius' (Latijn: Francia Media of regnum quondam Hlotharii) was alleen te identificeren als het deel van het Karolingische rijk dat aan Lotharius I († 855) viel na de dood van zijn vader Lodewijk de Vrome († 840).

Naast zijn al bestaande koningschap van Italië (van 818 tot 855) en dat van het nieuw gecreëerde Midden-Francië (van 840 tot 855) ontving Lotharius, als oudste zoon, in 843 tevens de waardigheid van keizer en het oppergezag over het gehele Karolingische rijk. Hij leek aldus een politieke en strategische sleutelpositie te bekleden. Het conglomeraat 'Midden-Francië' echter bleek in deze vorm al spoedig weinig levensvatbaar en vormde tot het Verdrag van Ribemont (880) een twistgebied tussen het westelijke en het oostelijke rijk.

### Midden-Francië(843 – 855)
Met de eerste Frankische rijksdeling bij het Verdrag van Verdun (843) werd het Frankische Rijk van Lodewijk de Vrome naar het Salische gewoonterecht verdeeld onder diens zonen. De drie zoons kregen elk een deel van het rijk:
- Karel de Kale kreeg West-Francië, de oorsprong van het latere Franse koninkrijk;
- Lotharius kreeg het uitgestrekte 'Middenrijk' (Midden-Francië), omvattende 'Lotharingen' (de oorsprong van het latere en naar hem genoemde hertogdom), het eermalige koninkrijk Bourgondië en 'Rijks-Italië' (Noord- en gedeeltelijk Midden-Italië). Tot de noordelijke gebieden behoorden ook het grootste deel van de Lage Landen (op Vlaanderen en Luxemburg na, maar inclusief een groot deel van het Duitse Rijnland, alsmede van Frisia van het Zwin tot aan het Vlie). Samen met het huidige Frans Lotharingen en de Elzas vormde dit noordelijke deel van het Middenrijk het latere hertogdom Lotharingen. Dit hertogdom Lotharingen viel vervolgens verder uiteen in verschillende bestuursgebieden, die met de naam hertogdom of graafschap werden aangeduid. Het hele gebied zou later deel gaan uitmaken van het Heilige Roomse Rijk.
- Lodewijk de Duitser kreeg Oost-Francië, het latere Heilige Roomse Rijk (Duitse) rijk. Daarbij ook het noordoosten van het huidige Nederland en het deel van Frisia ten oosten van het Vlie.

De rijksgrenzen van het Middenrijk liepen gedeeltelijk langs grote rivieren, met daarbij in veel gevallen ook een strook gebied aan de overkant van de rivier. Zo vormden delen van de Schelde, de Maas, de Saône en de Rhône de grens tussen het later zo genoemde Lotharingen en het Franse koninkrijk. De Rijn vormde de grens tussen Lotharingen en het Duitse rijk.

### Eerste koninkrijk Lotharingen(855-869)
Keizer Lotharius I was zowel koning van Italië (van 818 tot 855) als van Midden-Francië (van 840 tot 855). Bij het overlijden van Lotharius volgde de tweede Frankische rijksdeling werd met het Verdrag van Prüm (855). Anders dan de eerste Frankische driedeling betrof deze tweede alleen het Middenrijk. Midden-Francië werd, wederom naar Salisch recht, verdeeld onder Lotharius' zonen:
- Lodewijk II van Italië (ca. 822 - 875) werd keizer en kreeg het meest zuidelijke deel, Rijks-Italië;
- Lotharius II (†869) had als tweede zoon geen recht op de keizerskroon van zijn vader. Hij kreeg alleen het noordelijke deel van het eermalige 'Middenrijk' toebedeeld, het later naar hem genoemde Koninkrijk Lotharingen (Lotharii Regnum).[16] Dit 'Lotharingen' omvatte de Nederlanden, het Rijnland, het huidige Frans 'Lotharingen' en de Elzas, en voorts het noordoostelijke deel van Bourgondië (Opper-Bourgondië, dat in 888 een eigen koninkrijk werd). Dit noordelijk conglomeraat kwam als apart koninkrijk aan Lotharius II;
- Karel van Provence (†863) kreeg als jongste zoon het min of meer centrale deel, het Koninkrijk Provence alsmede het zuidelijke deel van Bourgondië (Neder-Bourgondië, waaruit in 879 het (Tweede) Koninkrijk Bourgondië (Koninkrijk van Arles) zou ontstaan).

Doordat Karel van Provence al in 863 overleed, hield de deling niet lang stand. Lotharius II en Lodewijk II deelden Karels eigendom onder elkaar op. Nadat Lotharius II in 869 overleed kwam met het Verdrag van Meerssen de derde Frankische rijksdeling tot stand. Omdat Lotharius II geen wettige erfgenamen achter had gelaten, werd zijn gebied opgesplitst tussen West- en Oost-Francië. In het noordelijke deel (Lotharingen en Frisia) werd de grens tussen het Franse en Duitse koninkrijk gevormd door de loop van de rivieren de Maas, de Ourthe en de Moezel. Bourgondië werd aangesloten bij het Duitse Rijk.
Met het Verdrag van Ribemont (880) kwamen de delingen van het Frankische rijk tot een einde. Het werd gesloten tussen de Duitse koning Lodewijk de Jonge (Oost-Francië) en de koningen van Frankrijk (West-Francië), de kleinzoons van Karel de Kale. Deze laatsten moesten hun deel van Lotharingen teruggeven aan Oost-Francië. Lotharingen kwam in zijn geheel aan Oost-Francië en zou in de tiende eeuw het hertogdom Lotharingen vormen. De grens tussen West- en Oost-Francië bleef van halverwege de tiende eeuw tot in de late middeleeuwen vrijwel onveranderd.

### Tweede koninkrijk Lotharingen(895-900)
Bij gebrek aan een wettige opvolger vroeg koning Arnulf op de Rijksdag in Forchheim in 889 om zijn onechte zoons Zwentibold en diens (half)broer Ratold als wettige opvolgers in Oost-Francië te erkennen. Ondanks tegenwerking van de rijksgroten kreeg hij het voor elkaar dat het rijk na zijn overlijden onder beiden zou worden verdeeld. De adel had echter wel als voorwaarde gesteld dat de regeling moest worden aangepast als er alsnog een wettige zoon zou worden geboren.

In 893 baarde Arnulfs vrouw Oda van Hessengouw de koning daadwerkelijk een zoon, Lodewijk IV 'het Kind'. Zwentibolds rechten als oudste zoon kwamen daarmee te vervallen. 

Op de Rijksdag van Worms (895) blies Arnulf nu het vroegere 'koninkrijk Lotharingen' nieuw leven in ten behoeve van Zwentibold en schonk hem tevens een deel van Bourgondië. Tegen het verzet van de Lotharingse adel in dwong hij Zwentibolds heerschappij als koning af, daarin gesteund door de aartsbisschoppen Herman I van Keulen en Radbod van Trier. Arnulf beoogde hiermee Lotharingen in het Oost-Frankische rijk te integreren, en het stelde hem tevens de gelegenheid zich op Italië te concentreren, waarmee hij ook de keizerstitel zou verwerven. Bovendien bood het hem de mogelijkheid de heerschappij over Lotharingen later alsnog veilig te stellen voor zijn wettig nageslacht. Zwentibolds gezag werd echter door de lokale adel niet aanvaard.

Toen Zwentibold in Lotharingen aan de macht was gekomen, kwam hij tussenbeide in de strijd om de troon in West-Francië tussen graaf Odo van Parijs en Karel de Eenvoudige. Beide rivalen begonnen echter samen te werken tegen Zwentibold, toen duidelijk werd dat hij van plan was koning van West-Francië te worden. Door bemiddeling van Zwentibold werd er in 896 een overeenkomst bemiddeld: Karel erkende Odo als koning, en Odo wees Karel aan als zijn opvolger.

## Arnulf en Zwentibold in de Lage Landen

### Dorestad en Tiel
Zwentibold speelde een rol in het thans Gelderse rivierengebied, mede in verband met de strijd tegen de Vikingen. In de achtste eeuw was Dorestad (nu: Wijk bij Duurstede) de belangrijkste haven in het huidige Nederland, en als centrum van de handel over zee en Rijn een van de belangrijkste handelsplaatsen van Noordwest-Europa. Deze succesvolle handelsplaats trok in de 9e eeuw de aandacht van Vikingen, die de stad regelmatig en in groten getale aanvielen en plunderden, de eerste keer in 834 en de laatste keer in 863.
De kooplieden van Dorestad gingen zich daarop wat zuidelijker en wat veiliger vestigen, op de splitsing van Waal en Linge. Het verval van Dorestad betekende een periode van bloei voor Tiel, Deventer en later Utrecht.
Tiel, voor het eerst genoemd in 889, was zeven jaar later al een belangrijke haven. Het was koning Zwentibold die Tiel, Deventer en Utrecht speciale handelsprivileges gaf en aan de stad Tiel het tolrecht verleende (896). Vanaf dat moment werd Tiel een kleine en steeds rijkere stad aan twee rivieren. Dankzij de koninklijke steun kon Tiel opbloeien en zou zich, net als Dorestad, vooral op de handel met het Rijnland richten. Sindsdien domineerde Tiel de handel in het centrale rivierengebied. Om soortgelijke redenen wordt Zwentibold in het Duitse stadje Münstereifel met een standbeeld geëerd. De Oost-Frankische koningen konden zo hun greep op de Rijndelta tot in de twaalfde eeuw behouden.

### Het Maasdal
Naast de Rijn was ook de Maas een belangrijke schakel tussen Dorestad en het achterland, de Rhone, en de Middellandse zee. Voor de Karolingers vormde het ook een route naar Utrecht, hun uitvalsbasis voor de strijd tegen Saksen en Friezen en het Friese handelscentrum Dorestad. Het waren met name de Vikingen, die het gebied tussen Maas en Rijn teisterden. Nadat zij hun activiteiten van de Schelde naar de Maas verplaatst hadden, vestigden zij in het dal van de Maas een groot legerkamp Ascloha, van waaruit omstreeks 880 talloze rooftochten in in de wijde omgeving werden ondernomen, waaronder de plundering van Maastricht in 881. Aangenomen wordt dat dit Ascloha te Asselt bij Roermond was gevestigd. Asselt was in de Karolingische tijd (8e tot 11e eeuw) een Frankisch kroondomein en koningshof (villa, vroenhof, curtis) en fungeerde alszodanig ook als palts, een plaats waar de voorraden van vorsten werden verzameld en waar recht gesproken werd. Het diende zo ook als verblijf voor Lotharius II en Karel de Kale.
Vanuit Ascloha ondernamen de Vikingen behalve op Maastricht nog rooftochten op de steden Tongeren, Luik, Aken, Keulen, Bonn, Koblenz en Trier. In de Akener koningspalts werd de koninklijke kapel gebruikt als paardenstal. Ook de abdijen van Prüm, Kornelimünster, Stavelot en Malmedy, en de burchten van Zülpich, Jülich en Neuss werden geplunderd en platgebrand.
In 882 was ook de abdij van Susteren door de Noormannen verbrand.

In hetzelfde 882 werd een Frankische belegering van Asselt ondernomen. In mei 882 nam Karel de Dikke, een jaar eerder al door de paus tot keizer gekroond, in Regensburg het koningschap van heel Oost-Francië op zich. Kort daarna riep hij te Worms op om tegen de Vikingen op te trekken. Een leger bestaande uit Franken, Alemannen, Bajuwaren (Beieren), Thuringers, Saksen en Lombarden werd samengesteld om de Vikingen te verdrijven. 

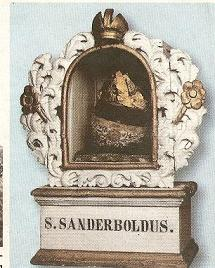
Zwentibolds schedel als reliek in de adijkerk van Susteren

 De keizer stuurde een strijdmacht van Beieren en Franken onder respectievelijk Arnulf van Karinthië (toen nog hertog) en Hendrik van Babenberg vooruit om een verrassingsaanval uit te voeren op Ascloha. De belegering van Asselt werd echter voortijdig afgebroken, toen de keizer met de Vikingen tot een vergelijk kwam. De Vikingen gaven het kamp te Asselt op, trokken af naar het noorden en legden daar onder andere Deventer in de as.

In 885 drongen de Vikingen het gebied van Reinier I van Henegouwen in de Haspengouw ten westen van Maastricht binnen en wisten er een groot aantal slaven gevangen te maken.

In 891 keerden de Noormannen in de Nederlanden terug. Zij wonnen in juni een veldslag aan de Geul. Pas in op 1 september van dat jaar werden zij aan de Dijle bij Leuven vernietigend verslagen door de Arnulf van Karinthië (inmiddels koning van Oost-Francië geworden), gesteund door de Luikse bisschop Franco (Slag bij Leuven (891)), waardoor er een eind kwam aan de Vikinginvallen in Oost-Francië.
Mede om de adel in toom te houden en de orde te herstellen benoemde koning Arnulf zijn bastaardzoon Zwentibold enkele jaren later (895) tot koning van Lotharingen. Omdat deze de gewone bevolking te veel hielp, begon hij binnen een paar jaar gehaat te worden. Hij vocht tegen onhandelbare edelen toen zijn vader Arnulf in 899 stierf en de wettige zoon Lodewijk het Kind op zesjarige leeftijd koning werd van Oost-Francië. Zwentibold probeerde te profiteren van de opvolging van zijn minderjarige halfbroer om een volledige onafhankelijkheid voor zijn Lotharingse koninkrijk te vestigen. Nadat hij echter de steun van zijn vader had verloren, steunde de hele adel Lodewijk en vroeg hem in te grijpen.
Zwentibold verbleef in de laatste maanden van zijn leven in de omgeving van Born, Sittard en Susteren, een streek die in Limburg wel 'het Land van Zwentibold' wordt genoemd. Rond zijn figuur ontstond ter plaatse een rijke mythevorming. Zijn naam bleef door de eeuwen heen onlosmakelijk verbonden met het verhaal van de schenking van de Graetheide, het voormalige Graetbos, aan de bewoners van veertien omliggende dorpen. Volgens de overlevering wilde Zwentibold hen daarmee compensatie bieden voor het oorlogsleed dat hij de streek had aangedaan. In meer moderne publicaties wordt aan de historiciteit van deze legende geen waarde meer gehecht.
Nadat Zwentibold in 900 in de buurt van de Maas een gewelddadige dood vond, werd hij te Susteren begraven, waarschijnlijk in de abdijkerk. Deze abdij was in 891 door koning Arnulf geschonken aan de abdij van Prüm, een schenking die in 895 werd bevestigd door Zwentibold, en in 916 nogmaals, door zijn opvolger Karel III 'de Eenvoudige', koning van West-Francië van 898 tot 922 en hertog van Lotharingen van 911 tot 923.

## Zwentibolds koningschap en het vervolg
Zwentibolds heerschappij werd door de Lotharingse graven voortdurend betwist. Hij zou volgens contemporaine bronnen weinig begaafd en ongeremd zijn geweest. Anderzijds bevorderde hij het christendom door de bouw van kerken en kloosters. Lotharingen lag na invallen van de Noormannen in puin en Zwentibold probeerde het met hulp van de kerk en de plaatselijke adel weer op te bouwen, daarbij tegengewerkt door zijn tegenstanders.
 

Lotharingen na 959; het afgescheiden hertogdom van de Moezel (Opper-Lotharingen) in oranje, het resterende hertogdom Neder-Lotharingen in groen. De taalgrens in rood gestippeld.

Zwentibolds ergste vijanden waren de machtige graaf Reinier van Henegouwen en Karel de Eenvoudige, koning van West-Francië sinds 898. Zijn ondergang werd ingeluid door het confisqueren in 896 van de graafschappen van de Matfriedinger broers Gerard en Matfried van de Metzgouw. In 898 joeg hij Reinier van Henegouwen tegen zich in het harnas door hem als raadgever te ontslaan. Reinier vroeg toen aan Karel de Eenvoudige om koning te worden van Lotharingen. Als straf daarvoor wilde Zwentibold alle titels en bezittingen van Reinier afnemen maar die weigerde ze op te geven. Zwentibold zond een strafexpeditie uit, die echter op niets uitliep.

### Dood van Arnulf
Nadat hij in 896 tot keizer was gekroond in Rome, trok Arnulf naar Spoleto om daar met zijn tegenstander Lambert af te rekenen. Onderweg kreeg Arnulf een beroerte. Hij keerde terug naar Regensburg, waar zijn toestand geleidelijk verslechterde. Hij overleed daar op 8 december 899 en werd begraven in de abdij Sankt Emmeram. 

Na Arnulfs dood in 899 stond Zwentibold er alleen voor, waarna de strijd verhevigde. Al Zwentibolds graven lieten hem in de steek, waarop de Lotharingse adel, met Reinier van Henegouwen voorop, Arnulfs legitieme zevenjarige zoon, Lodewijk het Kind, als koning van het Oost-Frankische Rijk, uitnodigde om koning van Lotharingen te worden. Lodewijk werd in februari 900 op het koninklijke hof te Forchheim (Opper-Franken) tot koning gekroond en vervolgens in maart ook in de Lotharingse palts Diedenhofen als koning gehuldigd.

### Dood van Zwentibold
Zwentibold 'sneuvelde' op 13 augustus 900 'niet ver van de Maas', in de strijd tegen Gerard en Matfried, zo luidt de gangbare opvatting, gebaseerd op een eigentijdse bron. Volgens een andere bron werd hij door de Matfriedinger broers vermoord. De broers waren hun val in 896 nog niet vergeten. Zij werden bij de moord geholpen door de toentertijd eveneens benadeelde graaf Stephan van de Bidgouw.

### Tweede huwelijk van Oda
Direct na Zwentibolds dood hertrouwde zijn weduwe Oda met een van zijn belagers, Gerard van de Metzgouw, die daarmee poogde de macht over Lotharingen te verwerven.

Gerard en Oda kregen de volgende kinderen:
- Wigfried, aartsbisschop van Keulen (924 – 953)
- Uda van Metz (905 – 963), gehuwd met Gozelo van de Ardennen
- onbekende dochter gehuwd met man uit Beieren, ouders van bisschop Wigfried van Verdun (959-984)
- Godfried van Gulik, paltsgraaf van Lotharingen (– 949).

### Gebhard van Lotharingen
Het lukte Gerard en Matfried niet om hun gezag over Lotharingen te vestigen. Het koninkrijk Lotharingen werd 'gedegradeerd' tot hertogdom Lotharingen. Zwentibolds halfbroer Lodewijk IV ('het Kind') van Oost-Francië benoemde Gebhard van de Lahngouw, graaf van de Rijngouw, tot ambtshertog van Lotharingen (903-910). Gerard van de Metzgouw sneuvelde in 910 in gevecht met een Beiers leger. Gebhard van Franconië sneuvelde eveneens in 910, bij Augsburg, toen het leger van Lodewijk het Kind een verpletterende nederlaag leed tegen de Magyaren.
Na de dood van Gebhard nam Reinier van Henegouwen diens positie waar.

### Markgraafschap en Hertogdom Neder-Lotharingen
Lodewijk het Kind stierf in 911 op achttienjarige leeftijd. Met zijn dood stierf de directe afstamming van keizer Lotharius I en de tak van de Oost-Frankische Karolingen uit. Vanaf dan ging Lotharingen enige tijd wisselend op in het West-Frankische Rijk of in het Heilig Roomse Rijk. Uiteindelijk wist Hendrik I de Vogelaar, koning van Duitsland, Lotharingen in 925 te onderwerpen, waarna het tot 1648 onder het Heilige Roomse Rijk zou blijven.

Ongeveer in het midden van de tiende eeuw werd het hertogdom verdeeld in een noordelijk Neder- en een zuidelijk Opper-Lotharingen. Het was de toenmalige en laatste hertog van Lotharingen, Bruno de Grote, aartsbisschop van Keulen, zoon van Hendrik de Vogelaar en broer van keizer Otto I, die in 958 het graafschap Henegouwen confisqueerde en in 959 het hertogdom Lotharingen splitste. Hij schonk Opper-Lotharingen als markgraafschap aan Frederik I van Lotharingen, zoon van Wigerik, paltsgraaf van Lotharingen en stamvader van het Huis Ardennen, en Neder-Lotharingen als markgraafschap (959-964) en tevens het graafschap Henegouwen (958-964) aan Godfried van Neder-Lotharingen, zoon van Godfried van Gulik, paltsgraaf van Gulik en van Lotharingen; in 962 kreeg Godfried het graafschap Gulik daar nog bij. Godfried van Gulik was een zoon van Zwentibolds weduwe Oda van Saksen en diens belager Gerard van de Metzgouw. Hiermee werd ruim een halve eeuw na Zwentibolds dood althans een nazaat (een kleinzoon) van diens weduwe begiftigd met een deel van Zwentibolds kortstondige koninkrijk. Ook Godfrieds regering zou echter van korte duur zijn. Godfried begeleidde keizer Otto I in de strijd tegen koning Berengarius II van Italië en sneuvelde in 964 te Lucca.

Na de dood van Bruno in 965 werd Frederik als hertog voor Opper-Lotharingen erkend, terwijl de functie in Neder-Lotharingen vacant bleef tot 977. Dit resterende hertogdom Neder-Lotharingen verloor gaandeweg iedere werkelijke territoriale macht, totdat het in 1190 opgeheven werd.

## Verering van Zwentibold
Zwentibold werd na zijn begrafenis te Susteren door het volk al snel als een martelaar beschouwd en als heilige vereerd, mede omdat vooral zijn dochters, maar per implicatie ook nog zijn vrouw allen in een geur van heiligheid stonden. Wellicht vereerde men de koning aanvankelijk meer als symbool van het Lotharingse zelfbewustzijn dan om zijn persoon. In de crypte onder de elfde-eeuwse Sint-Amelbergabasiliek te Susteren bevindt zich mogelijk het graf van koning Zwentibold, gevonden bij opgravingen in 1890, samen met andere Frankische sarcofagen. De vermoedelijke schedels van Zwentibold en zijn echtgenote Oda van Saksen worden bewaard in de schatkamer van de basiliek. Twee van hun dochters, Benedicta en Cecilia, werden in Susteren abdis.
Ondanks zijn korte leven en loopbaan met tragische afloop, mag het belang van Zwentibold als koning niet worden onderschat. Zo is hij afgebeeld op de beroemde, laat-12e- / vroeg-13e-eeuwse Karelschrijn te Aken, tussen de koningen en keizers van het Heilige Roomse Rijk (onder meer Hendrik II en Lodewijk de Vrome). Het opschrift luidt: ZENDEBOLDVS.REX.ROMANOR(VM).

Zwentibold verleende de stad Münstereifel (aan de oostkant van de Noord-Eifel, in de Kreis Euskirchen) in 898 markt-, tol- en muntrechten. Hij wordt aldaar geëerd met een standbeeld, geplaatst in de 'Zwentiboldfontein'. Het bekken draagt het opschrift: SVENTIBOLDUS REX LOTHARINGIAE REGIUM FORUM FUNDAVIT ANNO DCCCIIC .

## Stoel van Swentibold
Kasteel Grasbroek is gelegen in Nederlands Limburg tussen de kerkdorpen Born en Guttecoven in de gemeente Sittard-Geleen. Ongeveer 250 meter ten zuidoosten van het kasteel ligt de motteheuvel Stoel van Swentibold in het natuurgebied Grasbroek. Dit mottekasteel in Guttecoven zou in de regio het kasteel van Zwentibold zijn geweest. De historiciteit van een en ander berust geheel of grotendeels op fantasie; de historische figuur van de koning heeft in vroeger eeuwen in deze omgeving aanleiding gegeven tot uitgebreide mythe- en legendevorming.

## Verwijzingen
- Koning Zwentibold speelt een belangrijke rol tijdens de zevenjaarlijkse Heiligdomsvaart te Susteren, een traditie die daar al meer dan 500 jaar bestaat. Uit een pauselijk schrijven uit 1447, waarin onder andere een aflaat aan de Susterense reliekentoning werd verleend, blijkt dat Susteren toen al het recht van reliekentoning had.[40] In de huidige vorm bestaat hij sinds 1888. Hierbij wordt traditioneel een mirakelspel opgevoerd en trekt een historische reliekenstoet door de straten van het stadje. In deze processie worden de relieken meegevoerd van de in Susteren bewaarde 8e- en 9e-eeuwse heiligen Gregorius van Utrecht, Alberik I van Utrecht, Amelberga van Susteren en koning Zwentibolds dochters Benedicta en Cecilia. De laatste viering dateert van 2014, de eerstvolgende zal plaatsvinden van 26 augustus tot en met 11 september 2022.[41]
- In het door Jacques Schreurs geschreven openluchtspel 'Weerlicht der eeuwen' is een kroniek van de legendarische gebeurtenissen uit de Maasregio, waarin Zwentibolds leven en dood worden weergegeven. Het wordt sinds 1937 bij elke heiligdomsvaart tienmaal opgevoerd.
- Pieter Ecrevisse schreef in 1845 een verhaal 'Koning Zwintebold (Sanderbout)', waarin het kasteel Grasbroek als centrale plaats figureert.[42]
- 'Koning Swentibold' is een oratorium uit 1948 van Herman Strategier voor declamatie, solisten, gemengd koor, eenstemmig kinderkoor en orkest, op tekst van priester-dichter Jacques Schreurs. Het werd geschreven in opdracht van de gemeente Maastricht en de KRO.[43]

### Varia
- De Belgische popgroep Clouseau had in 1995 een kleine hit met het nummer Swentibold.

## Vernoemingen naar Zwentibold

### Het Land van Swentibold / Zwentibold

Aan het 'Land van Swentibold' en zijn koning herinnert in Nederland met name een deel van het Maasdal bij de Graetheide, de gemeente Sittard-Geleen en het abdijstadje Susteren.

De omschrijving Land van Swentibold werd rond 1960 ingevoerd als ambtelijke verwijzing naar het deelgebied van de Nederlandse provincie Limburg dat de overgang vormt tussen de traditioneel onderscheiden regio’s Midden-Limburg en Zuid-Limburg. Het omvat in hoofdzaak de huidige gemeenten Echt-Susteren en Sittard-Geleen.
- Het cultuur-historisch bewustzijn in deze streek komt tot uiting in het sinds 1980 verschijnende Historisch Jaarboek voor het Land van Zwentibold (HJLZ, of ook: HJLvZ)[44], uitgegeven door een gelijknamige stichting. Het werkgebied van de stichting omvatte oorspronkelijk de toenmalige gemeenten Stein, Beek, Geleen, Sittard, Born en Susteren. Nadien zijn ook de gemeenten Schinnen en Selfkant toegevoegd om de koppeling met de Westelijke Mijnstreek en het historisch verwante Duitse grensgebied te completeren.
- Een Probusclub in de Westelijke Mijnstreek is naar het Land van Zwentibold genoemd.[45]

### Andere vernoemingen
- De Sittardse gymnastiekvereniging Swentibold werd al in 1881 opgericht[46]
- Ook diverse scholen, verenigingen en organisaties zijn vernoemd naar Zwentibold / Swentibold. Zo zijn de vroegere voetbalclubs van Guttecoven en Limbricht in 2007 gefuseerd onder de naam VV Zwentibold.
- In de streek rondom Susteren zijn diverse locaties naar hem vernoemd, waaronder de Sittardse wijk Sanderbout en de parkeerplaats Swentibold langs de A2.

## Voorouders
| Voorouders van Zwentibold | Voorouders van Zwentibold                               | Voorouders van Zwentibold                               | Voorouders van Zwentibold                             | Voorouders van Zwentibold                             | Voorouders van Zwentibold                       | Voorouders van Zwentibold                       | Voorouders van Zwentibold                       | Voorouders van Zwentibold                       |
| ------------------------- | ------------------------------------------------------- | ------------------------------------------------------- | ----------------------------------------------------- | ----------------------------------------------------- | ----------------------------------------------- | ----------------------------------------------- | ----------------------------------------------- | ----------------------------------------------- |
| Overgrootouders           | Lodewijk de Duitser (806-876) ∞ Emma (zalige) (808-876) | Lodewijk de Duitser (806-876) ∞ Emma (zalige) (808-876) | Ernst I van de Nordgau (800-863) ∞ Irmgard (-)        | Ernst I van de Nordgau (800-863) ∞ Irmgard (-)        | ?                                               | ?                                               | ?                                               | ?                                               |
| Grootouders               | Karloman van Beieren (830-880) ∞ Liutwindis (830-891)   | Karloman van Beieren (830-880) ∞ Liutwindis (830-891)   | Karloman van Beieren (830-880) ∞ Liutwindis (830-891) | Karloman van Beieren (830-880) ∞ Liutwindis (830-891) | ?                                               | ?                                               | ?                                               | ?                                               |
| Ouders                    | Arnulf van Karinthië (845-899) ∞ Winburg (-898)         | Arnulf van Karinthië (845-899) ∞ Winburg (-898)         | Arnulf van Karinthië (845-899) ∞ Winburg (-898)       | Arnulf van Karinthië (845-899) ∞ Winburg (-898)       | Arnulf van Karinthië (845-899) ∞ Winburg (-898) | Arnulf van Karinthië (845-899) ∞ Winburg (-898) | Arnulf van Karinthië (845-899) ∞ Winburg (-898) | Arnulf van Karinthië (845-899) ∞ Winburg (-898) |
| Zwentibold (ca.870-900)   |                                                         |                                                         |                                                       |                                                       |                                                 |                                                 |                                                 |                                                 |